# Малленс (Західна Вірджинія)
Малленс (англ. Mullens) — місто (англ. city) в США, в окрузі Вайомінг штату Західна Вірджинія. Населення — 1480 осіб (2020).

## Географія
Малленс розташований за координатами 37°34′57″ пн. ш. 81°23′10″ зх. д. / 37.58250° пн. ш. 81.38611° зх. д. (37.582498, -81.386169).  За даними Бюро перепису населення США в 2010 році місто мало площу 4,78 км², з яких 4,65 км² — суходіл та 0,13 км² — водойми.

## Демографія
Згідно з переписом 2010 року, у місті мешкало 1559 осіб у 682 домогосподарствах у складі 409 родин. Густота населення становила 326 осіб/км².  Було 837 помешкань (175/км²).
Расовий склад населення:
| - 96,5 % — білих - 2,2 % — чорних або афроамериканців - 0,1 % — корінних американців |

До двох чи більше рас належало 1,0 %. Частка іспаномовних становила 0,1 % від усіх жителів.
За віковим діапазоном населення розподілялося таким чином: 22,5 % — особи молодші 18 років, 59,3 % — особи у віці 18—64 років, 18,2 % — особи у віці 65 років та старші. Медіана віку мешканця становила 41,7 року. На 100 осіб жіночої статі у місті припадало 95,4 чоловіків;  на 100 жінок у віці від 18 років та старших — 89,9 чоловіків також старших 18 років.
Середній дохід на одне домашнє господарство  становив 57 939 доларів США (медіана — 43 942), а середній дохід на одну сім'ю — 67 909 доларів (медіана — 60 089). За межею бідності перебувало 13,8 % осіб, у тому числі 14,5 % дітей у віці до 18 років та 9,8 % осіб у віці 65 років та старших.
Цивільне працевлаштоване населення становило 911 осіб. Основні галузі зайнятості: освіта, охорона здоров'я та соціальна допомога — 36,0 %, мистецтво, розваги та відпочинок — 15,1 %, сільське господарство, лісництво, риболовля — 9,5 %, роздрібна торгівля — 7,1 %.